# Milczany (województwo świętokrzyskie)
Milczany – wieś w Polsce położona w województwie świętokrzyskim, w powiecie sandomierskim, w gminie Samborzec.
| SIMC    | Nazwa      | Rodzaj    |
| ------- | ---------- | --------- |
| 1019036 | Karczmówka | część wsi |

Były wsią biskupstwa krakowskiego w województwie sandomierskim w ostatniej ćwierci XVI wieku. W latach 1975–1998 miejscowość administracyjnie należała do województwa tarnobrzeskiego.
Miejscowość znajduje się na odnowionej trasie Małopolskiej Drogi św. Jakuba z Sandomierza do Tyńca, która to jest odzwierciedleniem dawnej średniowiecznej drogi do Santiago de Compostela.
Przez miejscowość przebiega droga krajowa nr 77 z Lipnika do Przemyśla.